# Herb gminy Czerwonka
Herb gminy Czerwonka – jeden z symboli gminy Czerwonka, autorstwa Kamila Wójcikowskiego i Roberta Fidury, ustanowiony 29 lipca 2013.

## Wygląd i symbolika
Herb przedstawia na tarczy w polu czerwonym krzyż kawalerski srebrny, otoczony wieńcem z 7 róż srebrnych ze środkami i listkami złotymi oraz z 7 par listków olchowych, na obręczy złotej z 7 parami takichż kolców. Całość na tarczy typu hiszpańskiego.
Wieniec z róż jest jednym z atrybutów Marii Magdaleny, patronki miejscowej parafii, która, erygowana w 1676, jest najstarszą instytucjonalną poprzedniczką dzisiejszej gminy. Najbardziej znanym atrybutem świętej jest pojemnik z wonnościami (Herb gminy Banie), ale ikonografia zna jej przedstawienia także z innymi symbolami: włosiennica, krzyż pokutny, bicze (pokuta), czaszka ludzka (przemijanie), diabelskie głowy (opętanie). Z Marią Magdaleną łączy się także symbolika róży. Wywodzi się ona z kilku elementów związanych z tą świętą. Po pierwsze, jest ona uznawana za patronkę ogrodnictwa, od sceny w ogrodzie, gdzie święta wzięła zmartwychwstałego Jezusa za ogrodnika. Po drugie, z Marią często łączy się symbole zbytku. Po trzecie, istnieje legenda, według której łzy nawróconej grzesznicy miały odmienić czerwoną barwę płatków róży na białą (symbol niewinności). Krzyż kawalerski był częstym motywem występującym w herbach miejscowej drobnej szlachty. 5 z 7 rodzin, które miały gniazda na terenie gminy, używało w herbie motywu krzyża. Szlachta gniazdowa na terenie gminy to: Budzyński z Budzyna i przysiółków (Dąbrowa), Ciemniewski z Ciemniewa (Prawdzic), Dąbrowski z Dąbrówki (Dąbrowa), Gutowski z Gutów (Jezierza), Krzyżewski z Krzyżewa (Grzymała), Perzanowski z Perzanowa (Jastrzębiec) i Ponikiewski z Ponikwi (Trzaska - pierwotna wersja herbu miała krzyże w miejsce ułamanych mieczy).